# Crescent Head
Crescent Head – miasto w Australii, w stanie Nowa Południowa Walia, nad Oceanem Spokojnym.